# Synodontis budgetti
Synodontis budgetti är en fiskart som beskrevs av Boulenger, 1911. Synodontis budgetti ingår i släktet Synodontis och familjen Mochokidae. IUCN kategoriserar arten globalt som livskraftig. Inga underarter finns listade i Catalogue of Life.